# Guthrum

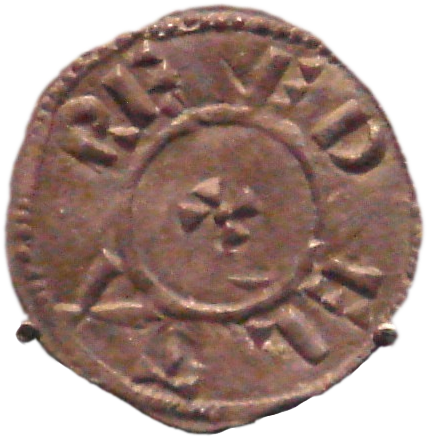
Munt van Guthrum

Guthrum († 890) was een leider der Vikingen, wiens strijdmacht zich in 871 in Engeland bij een groot Vikingleger (het Grote heidense leger, Engels: The Great Heathen Army) voegde. In 878 werd hij in de Slag bij Edington verslagen door Alfred de Grote en liet zich dopen als Æthelstan met Alfred als peetoom. Hij vestigde zich in de Danelaw.